# Коста-Рика на летних Олимпийских играх 2008
Коста-Рика принимала участие в Летних Олимпийских играх 2008 года в Пекине (Китай) в тринадцатый раз за свою историю, но не завоевала ни одной медали.

## Состав сборной
Сборная страны состояла из 6 мужчин и 2 женщин. Они соревновались в лёгкой атлетике, велоспорте, плавании и тхэквондо.
Младшим участником сборной был 18-летний пловец Марио Монтойя, старшим — 32-летний велогонщик Фредерико Рамирес. Флаг Коста-Рики на церемонии открытия нёс Аллан Сегура.

## Результаты

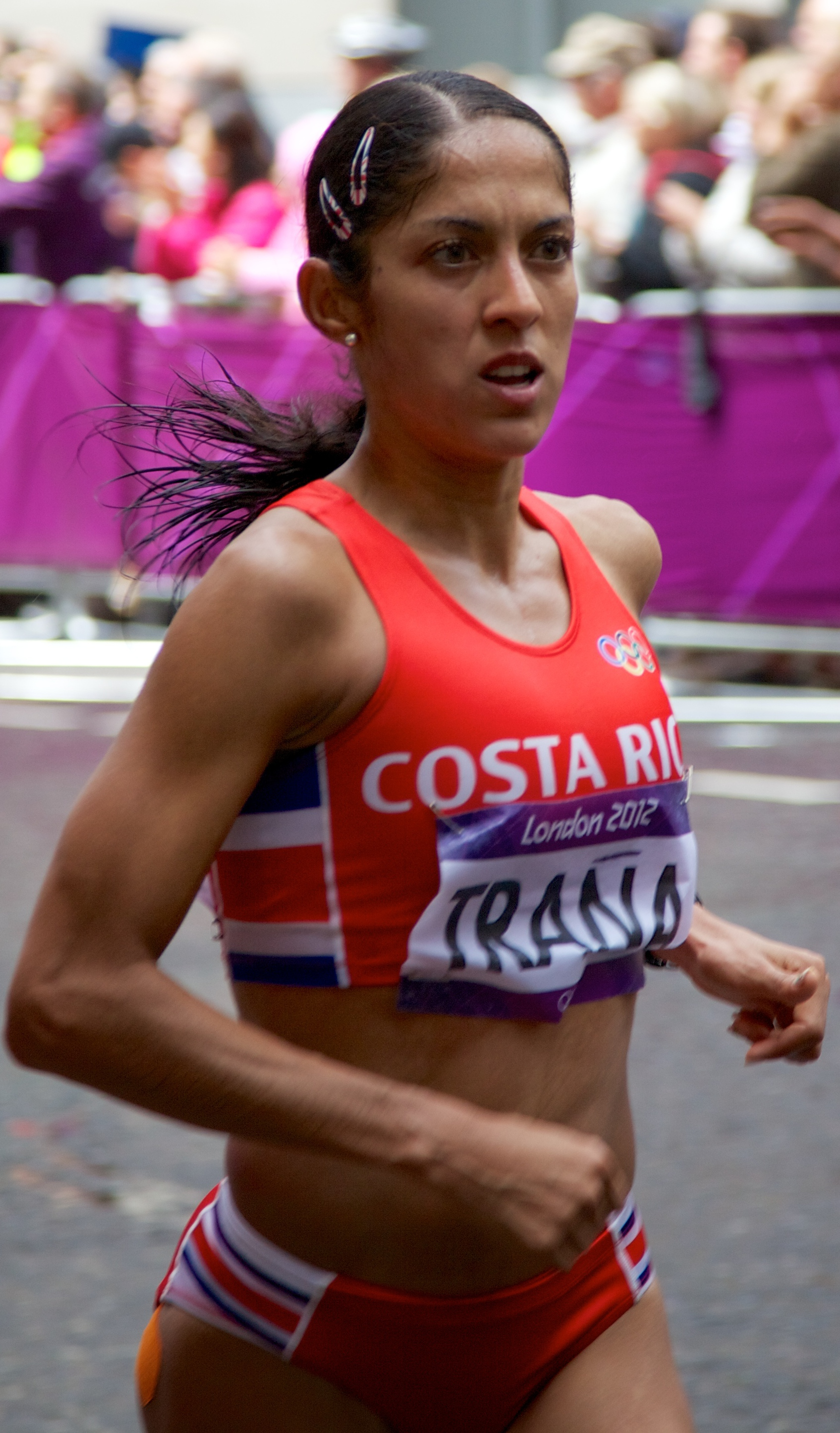
Габриэла Транья — марафонская бегунья.

### Лёгкая атлетика
Мужчины
Женщины
| Спортсменка     | Соревнование | Результат | Результат |
| Спортсменка     | Соревнование | Время     | Место     |
| --------------- | ------------ | --------- | --------- |
| Габриэла Транья | марафон      | 2:53:45   | 68        |

### Плавание
Коста-риканские пловцы Марио Монтойя и Марианелла Кесада неудачно выступили в отборочном этапе и не вышли в финал.